# Sphenella nigropilosa
Sphenella nigropilosa är en tvåvingeart som beskrevs av Meijere 1914. Sphenella nigropilosa ingår i släktet Sphenella och familjen borrflugor. Inga underarter finns listade i Catalogue of Life.